# Acalolepta rotundipennis
Acalolepta rotundipennis là một loài bọ cánh cứng trong họ Cerambycidae.